# 10,5 cm Leichtgeschütz 40
El 10.5 cm Leichgeschütz 40, también llamado LG 40, fue un cañón sin retroceso alemán utilizado durante la Segunda Guerra Mundial. Fue fabricado por Krupp.

## Historia
Tras el éxito del 7,5 cm LG 40 de Rheinmetall durante la batalla de Creta en 1941, los alemanes se sintieron alentados a seguir desarrollando cañones sin retroceso de calibres más grandes. Tanto Krupp como su competidor Rheinmetall desarrollaron piezas de 105 mm, pero el LG 40 entró en servicio primero.

## Uso operacional
Ambos cañones sin retroceso de 105 mm, a diferencia del LG 40 de 75 mm, equiparon baterías y batallones de artillería independientes. Entre ellas se encuentran las baterías 423-426, 429, 433 y 443, la mayoría de las cuales se incorporaron posteriormente a Leichtgeschütze-Abt. 423 y 424. Estas unidades sirvieron tanto en el Ártico bajo el 20º Ejército de Montaña como en Rusia central bajo el Heeresgruppe Mitte (Centro de Grupos del Ejército).